# دانشکده ادبیات و علوم انسانی دانشگاه تهران
دانشکدهٔ ادبیات و علوم انسانی یکی از قدیمی‌ترین دانشکده‌های دانشگاه تهران است. سیروس طاهباز آن را مهم‌ترین مرکز علمی ادبی زبان فارسی در ایران می‌دانست.

## تاریخچه
تاریخ دانشکده ادبیات و علوم انسانی از سال ۱۲۹۶ یعنی سال تأسیس دارالمعلمین مرکزی آغاز شد و در سال ۱۳۰۷ که دارالمعلمین عالی به دارالمعلمین مرکزی افزوده شد بر پایه اساس‌نامه‌ای که در ۲۱ آذر ۱۳۰۸ به تصویب مجلس شورای ملی رسید دارالمعلمین به دو شعبه ادبی و علمی تقسیم و در ۹ اسفند ۱۳۱۲ به «دانشسرای عالی» تغییر نام یافت.
در سال تحصیلی ۱۲-۱۳۱۱ رشته‌های تحصیلی فلسفه و ادبیات به دو رشته «ادبیات فارسی» و «فلسفه و علوم تربیتی» جدا شده و رشته «زبان خارجه» به دانشکده ادبیات دانشسرای عالی افزوده شد. از سال تحصیلی ۱۵-۱۳۱۴ رشته باستان‌شناسی نیز در دانشکده ادبیات کار خود را آغاز کرد و در مهر ۱۳۱۶ دوره دکترای ادبیات راه‌انداری شد.

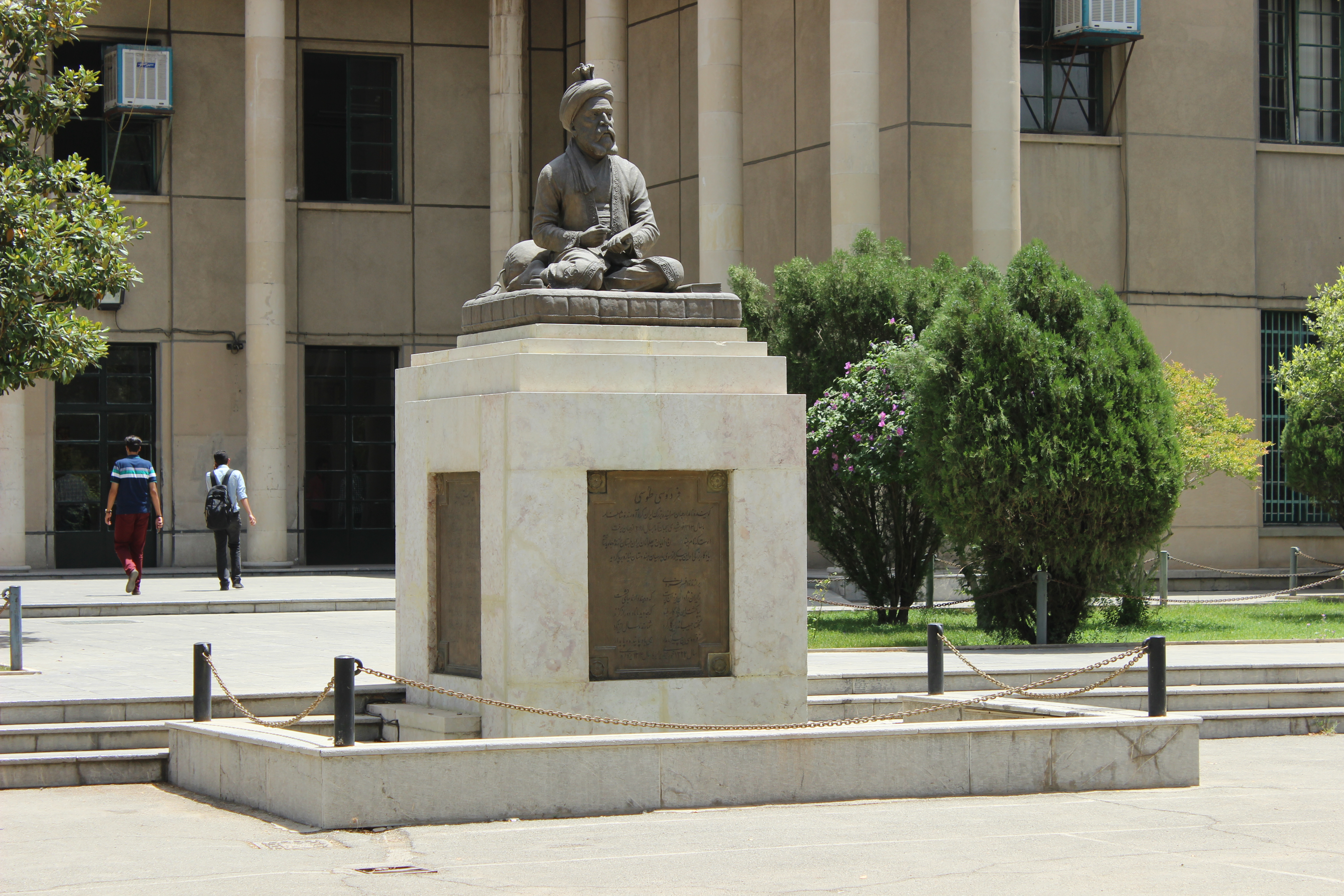
مجسمه فردوسی در ورودی دانشکده

در ۸ خرداد ۱۳۱۳ با تصویب قانون تاسیس دانشگاه توسط مجلس شورای ملی، شش دانشکده از جمله دانشکده ادبیات برای تشکیل دانشگاه تهران پیش‌بینی شد.
در همان سال ۱۳۱۳ بر اساس تصویب شورای عالی فرهنگ، دو دانشکده، یکی ادبیات و دیگری علوم تأسیس شدند که چون برنامهٔ تحصیلی آن‌ها با دانشسرای عالی مطابقت داشت این دو دانشکده با دانشسرای عالی تا سال ۱۳۲۱ با هم به همکاری خود ادامه دادند. در آن سال دانشکده ادبیات از دانشکده علوم جدا شد، اما دانشکده ادبیات و دانشسرای عالی تا سال ۱۳۳۴ با یک سازمان اجرایی و آموزشی اداره می‌شد و از آن تاریخ از یکدیگر جدا و سرانجام در سال ۱۳۳۷ به محوطهٔ اصلی دانشگاه تهران منتقل شد.
حسینعلی محفوظ از عراق نخستین دانشجوی خارجی رشتۀ زبان و ادبیات فارسی بود که در آذر ۱۳۳۴ از این دانشکده دکترا گرفت.
این دانشکده نقشی مهمی در تأسیس و کرسی‌های زبان و ادبیات فارسی و ایران‌شناسی در دانشگاه‌های بین‌المللی داشته است. برای نمونه در تابستان ۱۳۳۵ بدیع‌الزمان فروزانفر و جلال‌الدین همایی کرسی زبان و ادبیات فارسی در بیروت را افتتاح کردند. همچنین در شهریور سال ۱۳۴۰ با کمک بنیاد گورگیان کرسی مستقلی برای مطالعات ایرانی (پیرامون زبان و ادبیات فارسی، تاریخ  ایران، زبان‌ها و ادبیات پیش از اسلام) در دانشگاه کلمبیا به ریاست احسان یارشاطر تأسیس شد.
از جمله در سال ۱۳۳۵ سازمان لغت‌نامه، در سال ۱۳۳۶ دوره دکترای فلسفه و تاریخ و جغرافیا، و در سال ۱۳۳۷ موسسه زبان‌های خارجی راه‌اندازی شدند. در همان سال ۱۳۳۷ ساختمان کنونی دانشگاه به مساحت ۱۷ هزار و ۵۰۰ متر مربع تکمیل شد و دانشکده به آنجا انتقال یافت و تالار دانشکده به نام فردوسی نامگذاری شد. طبقه چهارم این دانشکده در اوایل دهۀ ۱۳۶۰ (خورشیدی) به ساختمان آن افزوده شد.
در سال‌های بعد دانشکده رشته‌ها و گرایش‌ها و مؤسسات مختلفی را راه‌اندازی کرد. تأسیس سازمان لغت‌نامه در سال ۱۳۳۵، راه‌اندازی دوره دکترای فلسفه و تاریخ و جغرافیا در سال ۱۳۳۶، تشکیل موسسه زبان‌های خارجی در سال ۱۳۳۷، مؤسسۀ باستان‌شناسی در سال ۱۳۳۸، راه‌اندازی چهار کرسی: تاریخ علوم، تاریخ فلسفۀ باستان، روان‌شناسی کودک و روان‌شناسی آزمایشی در خرداد ۱۳۴۱، دوره‌های کارشناسی روانشناسی، تاریخ، جغرافیا، باستانشناسی، ادبیات فارسی، فلسفه، زبان‌شناسی، زبان انگلیسی، فرانسه و آلمانی در سال‌های ۱۳۴۴–۱۳۴۶ و تشکیل گروه آموزشی زبان و ادبیات عربی در ۱۳۴۸ از آن جمله هستند. در سال‌های بعد دانشکده‌های مختلفی شامل علوم اجتماعی، زبانهای خارجه، روان‌شناسی و علوم تربیتی و جغرافیا  از بدنۀ دانشکدۀ ادبیات و علوم انسانی جدا شده‌اند..
در ۱۳ آذر ۱۳۴۳ بنا به پیشنهاد دانشکده و تصویب شورای مدیران گروههای آموزشی و شورای دانشکده نام دانشکده ادبیات به «دانشکده ادبیات و علوم انسانی» تغییر یافت.
تا سال ۱۴۰۳ دانشکده ادبیات در رشته‌های زبان و ادبیات فارسی، باستان‌شناسی، زبان و ادبیات عرب، مترجمی زبان عربی، تاریخ و فلسفه در مقاطع کارشناسی، کارشناسی ارشد و دکتری و در رشته‌های زبان‌شناسی، فرهنگ و زبانهای باستانی، آموزش زبان فارسی و ایران‌شناسی (کارشناسی ارشد) دانشجو می‌پذیرد و هشت مجلۀ فعال علمی–پژوهشی دارد که نخستین شماره آن در مهر ۱۳۳۲ منتشر شد.

## گروه‌های آموزشی
- زبان و ادبیات فارسی
- فرهنگ و زبان‌های باستانی
- زبان‌شناسی همگانی
- باستان‌شناسی
- زبان و ادبیات عربی
- فلسفه
- تاریخ

## فهرست رئیسان دانشکده
| ردیف                        | رئیس دانشکده ادبیات و علوم انسانی        | رئیس دانشکده ادبیات و علوم انسانی | دورهٔ ریاست                  | دورهٔ ریاست                  | توضیحات | منابع                       |                             |                             |                             |
| ردیف                        | رئیس دانشکده ادبیات و علوم انسانی        | رئیس دانشکده ادبیات و علوم انسانی | آغاز                        | پایان                       | توضیحات | منابع                       |                             |                             |                             |
| • ایران پهلوی (۱۳۵۷–۱۳۰۴) • | • ایران پهلوی (۱۳۵۷–۱۳۰۴) •              | • ایران پهلوی (۱۳۵۷–۱۳۰۴) •       | • ایران پهلوی (۱۳۵۷–۱۳۰۴) • | • ایران پهلوی (۱۳۵۷–۱۳۰۴) • | • ایران پهلوی (۱۳۵۷–۱۳۰۴) • | • ایران پهلوی (۱۳۵۷–۱۳۰۴) • | • ایران پهلوی (۱۳۵۷–۱۳۰۴) • | • ایران پهلوی (۱۳۵۷–۱۳۰۴) • | • ایران پهلوی (۱۳۵۷–۱۳۰۴) • |
| --------------------------- | ---------------------------------------- | --------------------------------- | --------------------------- | --------------------------- | --- | --------------------------- | --------------------------- | --------------------------- | --------------------------- |
| ۱                           | عیسی صدیق اعلم (۱۲۷۳–۱۳۵۷)               |                                   | ۱۳۱۱                        | ۱۳۱۹                        | دانش‌آموخته فلسفه از دانشگاه کلمبیا؛ بعدها سومین رئیس دانشگاه تهران، چهار دوره وزیر فرهنگ و معارف و پنج دوره سناتور از شهر تهران شد. |                             |                             |                             |                             |
| ۲                           | ولی‌الله نصر (۱۲۵۷–۱۳۲۴)                  |                                   | ۱۳۱۹                        | ۱۳۲۱                        | دانش‌آموخته پژشکی از دارالفنون؛ از دیگر مشاغل او می‌توان عضویت در نخستین دورهٔ مجلس شورای ملی، معاونت دانشگاه تهران، عضویت در فرهنگستان ایران و عضویت در هیئت تنظیم‌کنندگان قانون اساسی مشروطه و متمم آن را برشمرد. |                             |                             |                             |                             |
| ۳                           | علی‌اکبر سیاسی (۱۲۷۴–۱۳۶۹)                |                                   | ۱۳۲۱                        | ۱۳۴۲                        | دانش‌آموخته روان‌شناسی از دانشگاه سوربن؛ با حفظ سمت در ادوار مختلف دارای مشاغلی بود از جمله: عضویت در هیئت مؤسس و ششمین رئیس دانشگاه تهران، دو دوره وزیر فرهنگ و معارف، یک دوره وزیر امور خارجه ایران و اعلام‌کننده استقلال دانشگاه تهران از وزارت فرهنگ و معارف در ۱۵ بهمن ۱۳۲۱ و نخستین رئیس برگزیده توسط شورای دانشگاه تهران بود.                              |                             |                             |                             |                             |
| ۴                           | ذبیح‌الله صفا (۱۲۹۰–۱۳۷۸)                 |                                   | ۱۳۴۲                        | ۱۳۴۷                        | دانش‌آموخته زبان و ادبیات فارسی از دانشگاه تهران؛ از دیگر مشاغل او می‌توان بنیانگذاری و مدیریت مجله سخن، مدیریت مجلهٔ دانشکدهٔ ادبیات تهران، دبیری کمیسیون ملی یونسکو در ایران و عضویت در شورای عالی فرهنگ و هنر را برشمرد. |                             |                             |                             |                             |
| ۵                           | سید حسین نصر (۱۳۱۲– تاکنون)              |                                   | ۱۳۴۷                        | ۱۳۵۱                        | دانش‌آموخته فلسفه و تاریخ دانش از دانشگاه هاروارد؛ بعدها به معاونت دانشگاه تهران، ریاست دانشگاه صنعتی شریف و ریاست دفتر مخصوص شهبانو فرح پهلوی برگزیده شد. او بنیانگذاری و ریاست دانشگاه صنعتی اصفهان و انجمن شاهنشاهی فلسفه را نیز در کارنامه دارد و در حال حاضر، استاد علوم اسلامی در دانشگاه جرج واشینگتن است.                                               |                             |                             |                             |                             |
| ۶                           | ابوالحسن جلیلی (۱۳۰۵–۱۳۹۴)               |                                   | ۱۳۵۱                        | ۱۳۵۲                        | دانش‌آموخته فلسفه از دانشگاه سوربن؛ او شاگرد گابریل مارسل بود و فلسفه اسلامی را نزد سید محمدکاظم عصار، سید جلال‌الدین آشتیانی و میرزا ابوالحسن شعرانی آموخته بود. |                             |                             |                             |                             |
| ۷                           | محمدحسن گنجی (۱۲۹۱–۱۳۹۱)                 |                                   | ۱۳۵۲                        | ۱۳۵۴                        | دانش‌آموخته اقلیم‌شناسی از دانشگاه کلارک؛ او بنیانگذاری و ریاست دانشگاه بیرجند، بنیانگذاری و ریاست سازمان هواشناسی ایران، عضویت در سازمان جهانی هواشناسی و عضویت در مرکز دائرةالمعارف بزرگ اسلامی را در کارنامه دارد. |                             |                             |                             |                             |
| ۸                           | عزت‌الله نگهبان (۱۳۰۰– ۱۳۸۷)              |                                   | ۱۳۵۴                        | ۱۳۵۷                        | دانش‌آموخته باستان‌شناسی و تاریخ هنر اسلامی از دانشگاه شیکاگو؛ او «پدر باستان‌شناسی ایران» است. |                             |                             |                             |                             |
| • جمهوری اسلامی ایران •     |                                          |                                   |                             |                             | |                             |                             |                             |                             |
| ۹                           | عبدالحسن امشه‌ای                          |                                   | ۱۳۵۷                        | ۱۳۵۸                        | |                             |                             |                             |                             |
| ۱۰                          | رضا داوری اردکانی (۱۳۱۲– تاکنون)         | Reza Davari Ardakani              | ۱۳۵۸                        | ۱۳۶۰                        | دانش‌آموخته فلسفه از دانشگاه تهران؛ بعدها عضو دائم و دومین رئیس فرهنگستان علوم ایران، عضو شورای عالی انقلاب فرهنگی، عضو شورای عالی علمی مرکز دائرةالمعارف بزرگ اسلامی و از برگزیدگان دومین دورهٔ چهره‌های ماندرگار ایران شد. |                             |                             |                             |                             |
| ۱۱                          | علی شیخ‌الاسلامی (۱۳۱۵–۱۴۰۰)              |                                   | ۱۳۶۰                        | ۱۳۶۴                        | دانش‌آموخته زبان و ادبیات فارسی از دانشگاه تهران؛ او از برگزیدگان هشتمین دورهٔ چهره‌های ماندرگار ایران است. |                             |                             |                             |                             |
| ۱۲                          | جلال‌الدین مجتبوی (۱۳۰۷–۱۳۷۸)             |                                   | ۱۳۶۴                        | ۱۳۷۲                        | دانش‌آموخته فلسفه از دانشگاه تهران؛ کنگره‌های بزرگداشت اقبال لاهوری، فردوسی و کنگرهٔ جغرافیا در دوران تصدی او برگزار گردید. |                             |                             |                             |                             |
| ۱۳                          | فیروز حریرچی (۱۳۲۰–۱۳۹۵)                 |                                   | ۱۳۷۲                        | ۱۳۷۳                        | دانش‌آموخته زبان و ادبیات عرب از دانشگاه تهران؛ او همکاری در نگارش بخش‌هایی از فرهنگ فارسی معین با محمد معین و عضویت در فرهنگستان بین‌المللی زبان و ادبیات عربی سوریه را در کارنامه دارد و از از برگزیدگان چهارمین دورهٔ چهره‌های ماندرگار ایران است. |                             |                             |                             |                             |
| (۱۱)                        | علی شیخ‌الاسلامی (۱۳۱۵–۱۴۰۰)              |                                   | ۱۳۷۳                        | ۱۳۸۲                        | مرتبهٔ دوم ریاست بر دانشکده ادبیات و علوم انسانی دانشگاه تهران. |                             |                             |                             |                             |
| ۱۴                          | علی افخمی (۱۳۳۱– تاکنون)                 |                                   | ۱۳۸۲                        | ۱۳۸۵                        | دانش‌آموخته زبان‌شناسی از دانشگاه پاریس؛ او بنیانگذار و نخستین رئیس دانشکده زبان‌های خارجی دانشگاه تهران، نخستین رئیس انتخابی دانشکده ادبیات و علوم انسانی دانشگاه تهران، ریاست کتابخانه مرکزی و مرکز اسناد دانشگاه تهران، ریاست مؤسسه دهخدا، معاونت نماینده ایران در سازمان یونسکو، معاونت کمیسیون ملی یونسکو و عضویت در شورای دانشگاه تهران را در کارنامه دارد. |                             |                             |                             |                             |
| (۱۱)                        | علی شیخ‌الاسلامی (۱۳۱۵–۱۴۰۰)              |                                   | ۱۳۸۵                        | ۱۳۸۷                        | مرتبهٔ سوم ریاست بر دانشکده ادبیات و علوم انسانی دانشگاه تهران. |                             |                             |                             |                             |
| ۱۵                          | منوچهر اکبری (نامشخص– درقید حیات)        |                                   | ۱۳۸۷                        | ۱۳۸۹                        | دانش‌آموخته زبان و ادبیات فارسی از دانشگاه تربیت مدرس؛ او عضویت در هیئت ممیزه دانشگاه لرستان، عضویت در هیئت ممیزه دانشگاه بوعلی سینا و عضویت در هیئت ممیزه دانشگاه اراک را در کارنامه دارد. |                             |                             |                             |                             |
| ۱۶                          | غلامحسین کریمی‌دوستان (۱۳۴۰– تاکنون)      |                                   | ۱۳۸۹                        | ۱۳۹۵                        | دانش‌آموخته زبان‌شناسی از دانشگاه کردستان؛ او معاونت پژوهشی کمیسیون علوم انسانی و ریاست گروه زبانشناسی و زبان‌های باستانی شورای بررسی متون پژوهشگاه علوم انسانی و مطالعات فرهنگی را در کارنامه دارد. |                             |                             |                             |                             |
| ۱۷                          | ابوالحسن امین مقدسی (نامشخص– درقید حیات) |                                   | ۱۳۹۵                        | ۱۳۹۶                        | دانش‌آموخته زبان و ادبیات عرب از دانشگاه تربیت مدرس؛ او عضویت در گروه عربی شورای بررسی متون و کتب علوم انسانی، عضو هیئت مدیره انجمن علمی نقد ادب عربی ایران و عضویت در کمیته دستگاهی کرسی‌های نظریه‌پردازی را در کارنامه دارد. |                             |                             |                             |                             |
| -                           | حسن حضرتی (۱۳۴۹– تاکنون)                 |                                   | ۱۳۹۶                        | ۱۳۹۷                        | سرپرست؛ دانش‌آموخته تاریخ از دانشگاه تهران؛ او برگزیدهٔ ششمین دورهٔ جشنوارهٔ فارابی است. |                             |                             |                             |                             |
| (۱۶)                        | غلامحسین کریمی‌دوستان (۱۳۴۰– تاکنون)      |                                   | ۱۳۹۷                        | ۱۴۰۰                        | مرتبهٔ دوم ریاست بر دانشکده ادبیات و علوم انسانی دانشگاه تهران. |                             |                             |                             |                             |
| ۱۸                          | عبدالرضا سیف                             |                                   | ۱۴۰۰                        | ۱۴۰۳                        | دانش‌آموخته زبان و ادبیات فارسی از دانشگاه تهران؛ او عضویت در شورا مرکزی کانون دانشگاهیان ایران اسلامی، ریاست بسیج اساتید دانشگاه تهران و ریاست شورای مشاوران رئیس دانشگاه تهران را در کارنامه دارد. |                             |                             |                             |                             |
| ۱۹                          | جواد اصغری                               |                                   | ۱۴۰۳                        | اکنون                       | دانش‌آموخته زبان و ادبیات عربی از دانشگاه تهران؛ او همچنین معاونت پژوهشی دانشکده ادبیات و علوم انسانی (۱۳۹۷-۱۳۹۸) و معاونت آموزشی و تحصیلات تکمیلی دانشکده ادبیات و علوم انسانی (۱۳۹۸-۱۴۰۱) را در کارنامه دارد. |                             |                             |                             |                             |

## نشریات دانشکده
نشریات فعال دارای امتیاز علمی-پژوهشی این دانشکده عبارت‌اند از:
- مجلهٔ فلسفه
- مجلهٔ پژوهش‌های زبانی
- مجلهٔ ادب عربی
- مجلهٔ ادب فارسی
- مجلهٔ مطالعات باستان‌شناسی
- مجلهٔ پژوهشهای علوم تاریخی
- مجلهٔ پژوهش‌های ایران‌شناسی
- مجلهٔ پژوهش‌نامه نقد ادبی و بلاغت

نشریات دانشجویی دارای امتیاز علمی–تخصصی این دانشکده عبارت‌اند از:
- مجلهٔ پژوهش در تاریخ
- مجلهٔ باستان‌پژوه
- مجلهٔ ایران‌شناسی

## استادان سرشناس
- بدیع‌الزمان فروزانفر
- محمد معین
- پرویز ناتل خانلری
- ذبیح‌الله صفا
- اسدالله بیژن
- آمینه پاکروان
- سید محمد تدین
- علی اکبر سیاسی
- رضازاده شفق
- عبدالحسین شیبانی
- سید محمدکاظم عصار
- امیر سهام‌الدین غفاری
- محمدحسین فاضل تونی
- خلیل خطیب رهبر
- مسعود کیهان
- سید مهدی صدرالحفاظی
- سعید نفیسی
- ویلهلم هاز
- ژان هیتیه
- رشید یاسمی
- مهدی بیانی
- عبدالله فریار
- لطفعلی صورتگر
- مهدی حمیدی شیرازی
- رضا داوری اردکانی
- محمدرضا شفیعی کدکنی
- محمدابراهیم باستانی پاریزی
- علی اکبر سیبویه
- روزبه زرین‌کوب